# Dükermudder
Die Dükermudder, auch Dükermutter, Dükermoder oder Dükermäuhm, ist eine weibliche, lokale Sagengestalt aus Mecklenburg, die auf Poel in’n Swarten Busch hausen soll. Ihr Name entstammt von der von ihr viel gebrauchten Redensart: Hei nu Düker, was sich auf den Teufel bezieht. Vor allem Kinder warnt man vor ihr.
Auf der Sagenstraße auf Poel ist sie vertreten.